# Korpona (Szlovákia)

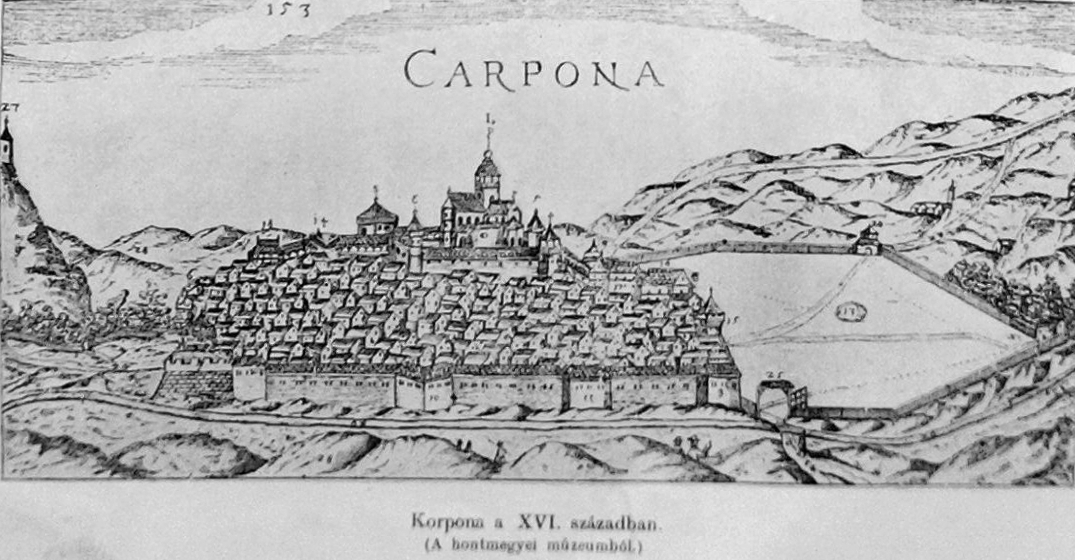
Korpona a XVI. században

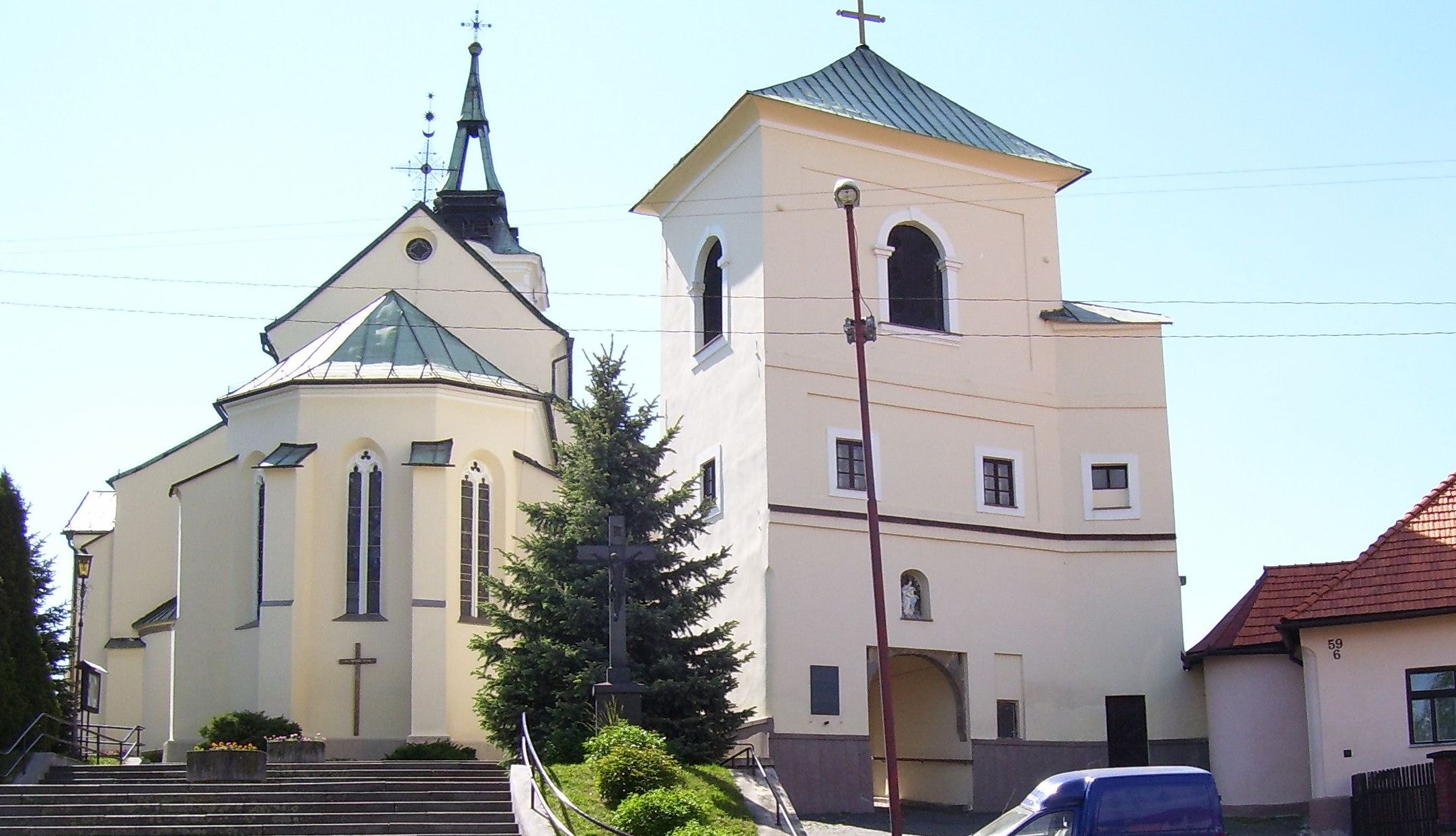
A barokk stílusúvá átépített plébániatemplom

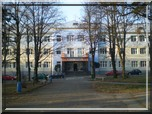
A kórház épülettömbje

Korpona (szlovákul Krupina, németül Karpfen, latinul Carpona, korábban Corpona) város Szlovákiában. A Besztercebányai kerület Korponai járásának székhelye.

## Fekvése
Zólyomtól 27 km-re délre, a Korpona-patak völgyében, erdős hegyek között fekszik.

## Nevének eredete
Nevének eredete vitatott. Az egyik változat szerint a népvándorláskori kárpokról kapta a nevét. Mások szerint az itteni szászok a környék tavainak halászatából éltek és pontyokkal kereskedtek. A ponty német karpfen nevéből lett a latin Carpona, majd a magyar Korpona.

## Történelem

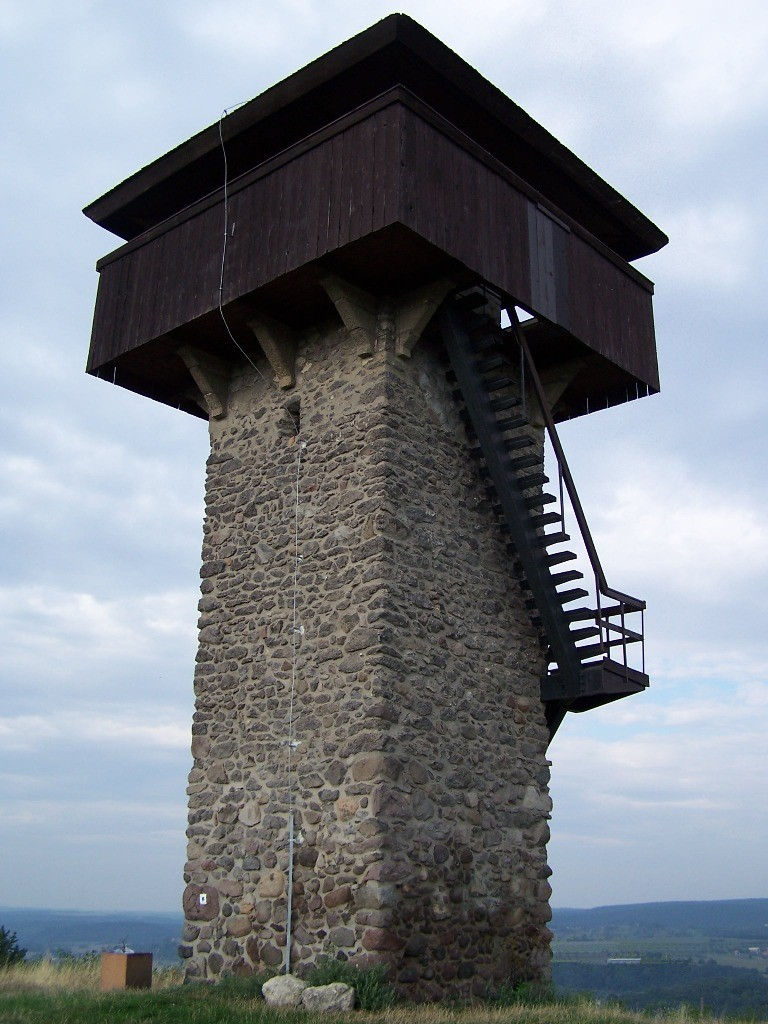
A Vartowka torony a város felett

A város területe ősidők óta lakott, határában a lausitzi kultúra hamvasztásos temetőjét és számos emlékét tárták fel. A 13. század első feléből éremlelet került elő a Pijavica dűlőben, a 20. század elején.
A falut a Hontpázmány nemzetség alapította a 11. században, majd német hospesek jöttek, akik a harcokban szerzett érdemeik alapján már I. Istvántól kiváltságokat nyertek. A 13. században II. Endre Erdélyből szász bányászokat telepített ide.
Nevét a fennmaradt írásos források 1238-ban említik először Corpona néven, amikor a király megerősíti a korponai szászok és a bozóki apátság közötti vámegyezséget. A tatárjárás a települést teljesen elpusztította. A város 1244-ben IV. Bélától kapott ismét kiváltságlevelet. Temploma már a 13. században állt. 1393-ban vásártartási jogot kapott. A 15. század elején védőfalakkal vették körül, majd Giskra katonáinak 1440-es támadása után a templomot még külön erődítménnyel is körülvették. A huszita sereg majd 20 évig birtokolta a várat, amikor is Mátyás király kiverte őket a környékről. 1546-ban a város feletti hegycsúcsra őrtornyot építettek, melyet a köznyelv Tarisznyavárként emlegetett. 1564-ben az alsó kapu elé külső erődöt emeltek, melyet 1905-ben bontottak le. 1582-ben a török sikertelenül ostromolta.
1604-ben Bocskai vezére, Rhédey Ferenc foglalta el. 1605 novemberében országgyűlés színhelye volt. 1605. november 17-én vonult Bocskai fejedelem Korponára huszonkét vármegye, valamint a felső-magyarországi szabad királyi városok s Erdély követeivel, e mellett közel 7000 főnyi lovas huszársereggel, továbbá megközelítően 10 000 főnyi hajdúval és megkezdődött a Korponai Országgyűlés. Az országgyűlés határozatai több, mint kétszáz évig, egészen 1848-ig terjedően meghatározták Magyarország közjogi alkotmányozását.
A Korponai Országgyűlés legfontosabb vívmányai az alábbiak voltak:
- 1. Kimondta az országgyűlés a teljes vallásszabadságot.
- 2. Szabályba fektette, hogy a király az ország beleegyezése nélkül Magyarországon és kapcsolt részein háborút nem kezdeményezhet.
- 3. Visszaállítják a nádori méltóságot.
- 4. A magyar szentkoronát hazánkban a koronaőrök védik, akik csak Magyarországon született magyar állampolgárok lehetnek.
- 5. A bécsi kamarai rendszer helyett visszaállítják Magyarországon a hagyományos és régóta működő kincstartóságokat.
- 6. Jezsuiták sem vagyonnal, sem állandó jogokkal nem rendelkezhetnek Magyarországon.
- 7. Hazai tisztségekre és méltóságokra csak magyar állampolgárok nevezhetőek ki, vallási hovatartozásuk figyelmen kívül hagyásával.
- 8. A végvárakban csak magyar katonaság állomásozzon.
- 9. A király Magyarországon lakjon, ellenkező esetben a Nádor látja el teljes hatalommal ezt a közjogi méltóságot.
- 10. Csak törvényesen megidézett vádlott ítélhető el, és csak a törvény előtt bizonyítással elmarasztalt személyt lehet elítélni.[4]

1626. július 25-én kirabolta a várost a török. Majd 1647. július 24-én ismét török ostromot szenvedett. 1678-ban két török ostromot vert vissza. Az állandó török veszély miatt a 17. század végéig Hont vármegye székhelye volt.
1682-ben Thököly, 1703-ban Ocskay foglalta el. 1708. október 23-án Andrássy György visszavonuló kuruc serege gyújtotta fel a várost a császáriak előtt. A harcok megszűntével erődítései fokozatosan lepusztultak, kevés maradvány maradt fenn. 1715-ben 3 malom és 164 ház állt a városban. 1724-ben Olasz Pál püspök algimnáziumot alapított a városban, mely 1848-ig működött. 1828-ban 358 házában 3461 lakos élt.
Vályi András szerint "Jeles dombos helyen épűlt Szentegyháza a’ Városnak, melly tornyokkal, és magas falakkal meg erőssíttetett vala, ’s Vár gyanánt szolgált. Épűletei e’ Városnak tsínosak, mellyek között emlékezetet kíván a’ Piaristáknak Szentegyházok, és Klastromjok, ’s oskolájok is, mellyben az ifjúságot minden szorgalommal nevelik. Lakosai e’ Városnak külömbféle mesterségeknek folytatása, földmivelés, szőlő, ’s gyümölts termesztés által táplállyák életeket. Vidékje igen kies, levegője egésséges, gyűmöltsei kedvesek, bora középszreű, földgyének némelly része kiváltképen jó, ’s mind búzát, mind gabonát, és egyéb veteményeket is haszonnal terem, fája, legelője, piatza van."
Fényes Elek geográfiai szótárában így ír a városról: "Korpona, (Carpona, Karpfen, Krupina), Zólyom m. szabad kir. v. Egy a legrégiebb városok közül egész hazánkban, ugy hogy IV. Béla 1244-ben csak a régi s tatár pusztitás alkalmával elvesztett szabadság-leveleit erősitette meg. Később több királyok is megajándékozták különböző kiváltságokkal. Nevezetesen 1270-ben V. István, 1272-ben IV. László; majd I. Lajos, Zsigmond, Erzsébeth, V. László, Corvin Mátyás. 1437-ben már kőfallal meg volt erősitve. 1440-ben régi várának omladékain uj vár épült. A török időkben, Zolyom, Árva, Liptó, Thurócz, Trencsén, Bars, Hont, Nógrád több izben járultak a város kőfalainak jó karban tartására; minthogy Korpona ekkor védfala volt a bányavárosoknak, s menedékhelye számos gazdag nemes nemzetségeknek, mellyek közül: Duló, Szentiványi, Gerhárd, Bényei, Madách, Beniczky, Zsembery, Medveczky, Sindler, Péchy, Radványszky, Balassa, Szmrcsányi, Trajtler, Bory, Zmeskál, Podmaniczky, Veres, Balogh, különösen feljegyeztettek; s ez időben a városi tanács nagyobb része nemesekből állott. 1605-ben Bocskay congressust tartván, a bécsi békesség pontjai itt tétettek fel először. A mostani belső város négyszeget ábrázol, mellyhez 2 erős kapu vezet észak és délfelé. Piaczán lévő házai emeletesek, de régi épületek. Ékesitik a kath. paroch. templom, a kegyes osk. atyák és az evangelikusok szentegyházai, a kath. kis gymnasium, s a tanácsház. Fekvése szőlőhegyek, s gyümölcsös kertek közt igen gyönyörü, s mivel a zólyomi hegyláncz az északi szeleket feltartóztatja, éghajlata is jóval szelidebb, s melegebb, mint a megye többi vidékein. Szőlőhegye savanyu bort ád ugyan, de gyümölcsére nézve annyival hiresebb. Népsége 3533 lélek, u. m. 1613 róm. kath., 1920 evang. kik még a 15-ik században németek valának, de jelenleg egészen eltótosodtak. Ut. post. Selmecz."
A trianoni békeszerződésig Hont vármegye Korponai járásának székhelye volt.

### Az I. világháború után
1925-ben határában kőbánya nyílott. A szlovák nemzeti felkelés idején határában partizánok tevékenykedtek. A várost 1944. október 18-án szállták meg a német csapatok. 1944. december 14-én a szlovák Hlinka-gárdisták 13 zsidó származású személyt végeztek ki. Korponát 1945. március 3-án foglalták el a 2.ukrán front csapatai.

## Népessége
| Év:            | 1994. | 2004.   | 2014.   | 2024.   |
| -------------- | ----- | ------- | ------- | ------- |
| Emberek száma: | 8060  | 7857    | 8010    | 7524    |
| Eltérés:       |       | -2,51 % | +1,94 % | -6,06 % |

| Év:            | 2023. | 2024.   |
| -------------- | ----- | ------- |
| Emberek száma: | 7510  | 7524    |
| Eltérés:       |       | +0,18 % |

1880-ban 3408 lakosából 153 magyar és 3093 szlovák anyanyelvű volt.
1890-ben 3658 lakosából 202 magyar és 3404 szlovák anyanyelvű volt.
1900-ban 3963 lakosából 354 magyar és 3500 szlovák anyanyelvű volt.
1910-ben 4016 lakosából 484 magyar és 3460 szlovák anyanyelvű volt.
1921-ben 4235 lakosából 35 magyar és 4135 csehszlovák volt.
1930-ban 5103 lakosából 108 magyar és 4681 csehszlovák volt.
1991-ben 7971 lakosából 24 magyar és 7824 szlovák volt.
2001-ben 7991 lakosából 27 magyar és 7802 szlovák volt.
2011-ben 8046 lakosából 25 magyar és 7070 szlovák volt.
2021-ben 7576 lakosából 23 (+7) magyar, 29 (+50) cigány, 1 (+4) ruszin, 7128 (+18) szlovák, 53 (+15) egyéb és 342 ismeretlen nemzetiségű volt.

## Nevezetességei
- A 13. századi templom körüli erődítmény falai csaknem épségben állnak.
- Plébániatemploma 13. századi román eredetű, háromhajós bazilikatemplom, melyet 1669 és 1705 között barokkban építettek át. Késő gótikus szárnyasoltárának képei 1500-1520 körül készültek a korponai M. S. mester műhelyében.
- A Fájdalmas Szűzanya tiszteletére szentelt barokk-klasszicista kápolna 1794-ben épült.
- A Szent Anna kápolna 1852-ből való.
- Barokk Szentháromság-szobra 1752-ben készült.
- Az evangélikus templomot 1784 és 1786 között építették klasszicista stílusban, 1824 és 1829 között tornyot építettek hozzá.
- A Szentháromság téren több 16.-18. századi reneszánsz és barokk polgárház áll még.
- A városi múzeum (Múzeum Andreja Sládkoviča v Krupine) a város történetét, néprajzát és íróit mutatja be.
- A Tarisznyavár őrtorony (szk. Vartovka) a várostól keletre található.
- A zsidó áldozatok emlékműve Korponától északra, a Zólyom felé vezető úton van. A szlovák Hlinka-gárdisták 1944. december 14-én 13 zsidó származású személyt a városból kivezető út melletti tankcsapdák gödreihez vezettek és brutálisan kivégezték őket. A 10 azonosított és a 3 ismeretlen áldozat emlékét síremlék őrzi.[9]

## Híres emberek
- Innen származott Borsos István papnövendék.
- Innen származott Ifjabb Burius János evangélikus lelkész.
- Innen származott Cornides Péter orvos.
- Itt született 1696-ban Samuel Hruškovic szlovák költő és evangélikus (ág. hitv.) püspök.
- Itt született 1806-ban Karol Braxatoris szlovák költő, műfordító, evangélikus lelkész, Andrej Sládkovič bátyja.
- Itt született 1807-ben Csery József, a budapesti Egyetemi Könyvtár őre és Zólyom megye táblabírája, költő.
- Itt született 1820-ban Andrej Sládkovič szlovák költő.
- Itt született 1839-ben Libertiny Gusztáv királyi tanácsos, tanfelügyelő.
- Itt született 1855-ben Elena Maróthy-Šoltésová, az első szlovák írónő.
- Itt született 1872-ben Liffa Aurél geológus.
- Itt született 1909-ben Kálmán Kata, Balázs Béla-díjas fotóművész, a magyar szociofotó kiemelkedő alakja.
- Itt született 1919-ben Juraj Špitzer szlovák irodalomtörténész, újságíró.
- Itt született 1928-ban Viliam Polónyi szlovák színész.
- Itt hunyt el 1672-ben Zabojnik György a Bányai evangélikus egyházkerület püspöke 1669-től haláláig.
- Itt hunyt el 1688-ban Burius János evangélikus lelkész.
- Itt hunyt el 1761-ben Deményi László piarista rendi pap, tanár.
- Itt hunyt el 1845-ben Ondrej Braxatoris szlovák tanító, író, történész.
- Itt hunyt el 1853-ban Cservényi Alajos piarista rendi tanár, költő.
- Itt hunyt el 1910-ben Geschwind Rudolf német rózsatenyésztő és Korpona városának erdőmestere.
- Itt dolgozott Dubovszki Márton iskolaigazgató, szlovák tanár.
- Itt dolgozott Fiala Jakab (1696–1733) piarista rendi pap, tanár.
- Itt dolgozott Matunák Mihály (1866–1932) római katolikus pap, tanár, történész, turkológus, levéltáros.
- Itt szolgált Krusich János főispán, bányavidéki főkapitány.
- Itt szolgált Csuty Gáspár végvári vitéz.
- Itt szolgált Balassa Ádám korponai várkapitányként.
- Itt szolgált Balassa Bálint korponai várkapitányként.
- Itt szolgált Farkas Ádám korponai várkapitányként.
- Itt szolgált Pogrányi Benedek várkapitány.
- Itt szolgált Machovich Izidor (1852-1915) esperes, kanonok, apát.

## Korpona a kultúrában
- Korpona a címadója és ihletője Móra Ferenc ’’A korponai országgyűléshez’’ című írásának.
- Kosáryné Réz Lola "Vaskalitka" című regényében Korpona a cselekmény fő helyszíne.
- Korpona az ihletője a szlovák Malokarpatan zenekar 2020-ban megjelent Krupinské Ohne című nagylemezének.